# دبليو. ريتشارد ويست سينيور
دبليو. ريتشارد ويست سينيور (بالإنجليزية: W. Richard West, Sr.)‏ هو نحات ورسام أمريكي، ولد في 8 سبتمبر 1912 في مقاطعة كنيديان في الولايات المتحدة، وتوفي في 3 مايو 1996.